# Annika Falkengren
Annika Katarina Falkengren, tidigare Bolin, född 12 april 1962 i Bangkok i Thailand (men vid tidpunkten folkbokförd i Storkyrkoförsamlingen i Stockholm), är en svensk bankman. Hon är delägare i den schweiziska privatbanken Lombard Odier.
Hon började sin karriär 1987 på Skandinaviska Enskilda Banken där hon avancerade och slutligen blev VD och koncernchef år 2005. Denna befattning innehade hon fram till 2017. Under sin karriär har hon suttit i ett flertal olika styrelser och fått många utmärkelser – kanske mest anmärkningsvärt är att tidskriften Fortune flera gånger har utnämnt henne till en av de mäktigaste affärskvinnorna i världen.

## Tidigt liv
Annika Falkengren föddes den 12 april 1962 i Bangkok där hennes föräldrar var stationerade som diplomater för Utrikesdepartementet. Att hon föddes in i en diplomatfamilj innebar att Annikas tidiga år präglades av regelbundna flyttar. Hon återvände till Sverige för att studera på internatskolan Sigtunaskolan Humanistiska Läroverket och fortsatte därefter sin utbildning vid Stockholms universitet där hon avlade en kandidatexamen i civilekonomi år 1987.

## Karriär
Annika började på SEB 1987, direkt efter universitetet, som en del av bankernas forskarutbildningsprogram. Detta var språngbrädan till en lång karriär inom SEB, som ledde till många ledarskapsbefattningar och mycket ansvar över spannet av 30 år. Resan kulminerade i att hon tog över bankens roder år 2005, som VD och koncernchef, en befattning hon innehade fram till juli 2017. Under sin karriär har hon varit chef för avdelningarna Fixed Income Trading and Sales, Trading & Capital Markets, samt Corporate & Institutions, innan hon, den 10 november 2005, nominerades av styrelsen som efterträdare åt Lars Thunell, när han gick över till Världsbanken.
Den 16 januari 2017 meddelade Falkengren att hon skulle avgå som koncernchef och vd och slutade på SEB i juli samma år. Den 8 februari meddelade SEB att man hade utsett Johan Torgeby som ersättare, och han tog över hennes operativa sysslor den 29 mars. I augusti 2017 gick Annika Falkengren till Lombard Odier som Managing Partner och idag ansvarar hon för avdelningen Group Corporate Sustainability, där hennes medordförande är koncernens Senior Managing Partner, Patrick Odier, såväl som koncernens risk, marknadsföring och kommunikation.
Annika Falkengren har suttit i styrelsen eller revisionsstyrelsen på bland annat Securitas, Munich Re, Scania, och Volkswagen. Hon har även varit styrelseledamot och sedan ordförande i Svenska Bankföreningen. För närvarande är hon ledamot av Kungliga Ingenjörsvetenskapsakademien och hon sitter även i styrelsen för Mentor och IMD Foundation. Förlänad H M Konungens guldmedalj 12:e storleken i Serafimerordens band 2016.
Näringslivstidskriften Veckans Affärer utnämnde henne till näringslivets mäktigaste kvinna 2003, 2005 och 2013. 2006 utnämnde Financial News henne till nummer 68 i sin lista över de ”100 mest inflytelserika människorna på europeiska kapitalmarknader”. År 2012 gav Euro Finance Group Annika Falkengren priset European Banker of the Year. Fortune har flera gånger utnämnt henne till en av världens tio mäktigaste affärskvinnor och utnämnde henne även till Europas, Mellanösterns och Afrikas tredje mäktigaste kvinna 2015.